# Kaševar
Kaševar (pronunciación en serbio: /Кашевар/) es un pueblo del municipio de Blace, Serbia. Según el censo de 2002, el pueblo tiene una población de 336 personas. 